# Schwarzkupfer
Schwarzkupfer, auch Rohkupfer und in früherer Zeit Königskupfer genannt, ist die Erstschmelze des Kupfererzes. Das Schwarzkupfer enthält ungefähr 95 % Cu, je nach Roherz um die 0,5 % Ag sowie Schwefel und andere unerwünschte Begleitminerale. Das Schwarzkupfer wird in einem Garen genannten Prozess von diesen Beimengungen gereinigt. Das Silber wurde in vorindustrieller Zeit im Saigerverfahren, später durch Amalgamation mit Quecksilber in speziellen Saigerhütten bzw. Amalgamierwerken gewonnen.
Schwarzkupfer ist spröde, brüchig und hat eine schmutzigrote Farbe.